# 292 Ludovica
Ludovica este un asteroid numărul 292. A fost descoperit de către astronomul Johann Palisa în observatorul din Viena (Austria), pe 25 aprilie 1890.
Are un diametru de 33 kilometri și perioada de rotație este de 8,93 ore.
1. 1 2  JPL Small-Body Database, accesat în 18 octombrie 2023
2. ↑  JPL Small-Body Database, accesat în 24 ianuarie 2024